# 黄冈密卷
黄冈密卷是風行於中國大陸補教市場的一套高考參考書，最早在2003年左右已经在市场出现，之后十多年间风行全国。
黄冈密卷最初主打由來自湖北黃岡中學名师編寫的考試秘笈，由於黃岡中學長年保持98%以上的升学率和85%左右的重点大学录取率的傳奇性，諸多學生家長認為該校有某種考试秘訣。之后市面上大舉出現出版社不一的“黄冈密卷”參考書，其作者和內容都不尽相同，然而都被慣以相同的名稱或類似的《黄冈密方》《黄冈正卷》《黄冈兵法》等，玲瑯滿目；多數學生家長以從眾求保險的心理而購買，以免自己落於人後。
然而記者調查後已經查明黃岡中學從未出過類似書籍，校長表示市面眾多黄冈密卷裡的作者也無人和該校有關，校內學生也都知道外面賣的這些密卷是騙人的，只當笑話看。黄冈密卷純粹是各種出版公司捕風捉影的炒作，然而澄清多年後黄冈密卷現象依然在全國風行，打上黄冈兩字的參考書依然好賣，已經有社會慣性的不少家長也認為學校的否認是怕其他學生發現他們的秘密而取得優勢，所以黄冈密卷的都市傳說依然大行其道於大江南北至今。
警方認為此一現象無損於社會穩定，只是家長求取名牌心態的体现，所以並未介入；直到今日甚至有直接名為黄冈密卷的網址註冊成功，在線運行販賣參考書。